# Шельда
Ше́льда (на тер. Бельгии и Нидерландов; з.-флам. Schelde, нидерл. Schelde [ˈsxɛldə]) / Эско́ (на тер. Франции и Бельгии; фр. Escaut, валлон. Escô) — река во Франции, Бельгии и Нидерландах. Длина — 430 км, площадь бассейна — 35 500 км². Средний расход воды — 100 м³/с.

## География

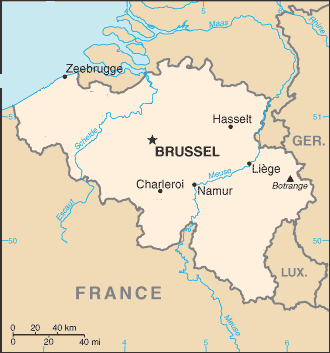
Шельда и Маас, текущие через Бельгию

Шельда берёт начало в Пикардии (высота истока — 95 м над уровнем моря), в Арденнских горах, разделяется на Восточную и Западную Шельду, впадает в Северное море, образуя эстуарий (Западная Шельда). Основные притоки — Лис, Рюпел. Высота истока — 100 м над уровнем моря. Длина судоходного участка 340 км.
Шельда соединена каналами с Маасом, Сеной и Соммой. На Шельде расположены города Гент, Антверпен (Бельгия), Флиссинген (Нидерланды), Валансьен и Бушен (Франция).

## История
Уже для древних римлян устье Шельды имело важное стратегическое значение. В середине III века н. э. устье попало под контроль франков, которые поначалу действовали здесь как пираты. При разделах франкского королевства на западную и восточную части граница между ними проходила по Шельде.
В XVI веке, когда район устья Шельды находился под контролем империи Габсбургов, река отделяла Фландрию от Зеландии и Брабанта. Уже тогда Антверпен был одним из крупнейших портов Западной Европы.
Осенью 1944 года в ходе Второй мировой войны за устье реки проходило сражение с целью освобождения северо-западной Бельгии и юго-западных Нидерландов от нацистских войск.